# Gymnocalycium pugionacanthum
Gymnocalycium pugionacanthum ist eine Pflanzenart in der Gattung Gymnocalycium aus der Familie der Kakteengewächse (Cactaceae).

## Beschreibung
Gymnocalycium pugionacanthum wächst einzeln mit matten, tief blaugrünen, halbkugelförmigen bis kugelförmigen Trieben und erreicht bei Durchmessern von 11 Zentimetern Wuchshöhen von bis zu 8,7 Zentimeter. Die zwölf bis 15 breiten Rippen sind durch seichte Querfurchen in Höcker gegliedert. Die sieben bis neun (selten bis 11) kräftigen, gebogenen, starren, schwarzen Dornen vergrauen im Alter mit einer schwarzen Spitze. Einer von ihnen ist abwärts gerichtet. Sie sind 1,5 bis 2,8 Zentimeter (selten bis 3,5 Zentimeter) lang.
Die schlank trichterförmigen, cremeweißen bis hellrosafarbenen Blüten besitzen einen rötlichen Schlund. Sie erreichen eine Länge von 5,5 bis 6 Zentimeter (selten bis 8 Zentimeter) und weisen einen Durchmesser von bis zu 6 Zentimeter auf. Die blaugrünen bis graugrünen, glauken Früchte sind spindelförmig. Sie erreichen einen Durchmesser von bis zu 1,3 Zentimeter und sind 2,5 bis 3 Zentimeter lang.

## Verbreitung, Systematik und Gefährdung
Gymnocalycium pugionacanthum ist in der argentinischen Provinz La Rioja in Höhenlagen von 1000 bis 1900 Metern verbreitet.
Die Erstbeschreibung erfolgte 1987 durch Hans Till.
In der Roten Liste gefährdeter Arten der IUCN wird die Art als „Least Concern (LC)“, d. h. als nicht gefährdet geführt.

## Nachweise